# Автомагістраль А5 (Франція)
Автомагістраль A5, яка була побудована в 1990 році, щоб розвантажити A6, з'єднує паризький регіон з районом Лангр. Це 238 кілометрів платної дороги під управлінням компанії Автомаршрутів Париж-Рін-Рона (APRR). Вона є частиною європейських трас E54, E511 і E17. До того, як A5 було завершено, ділянка, що з’єднує Труа з Лангром, була відома як A26. Цей маршрут перетинає департаменти Сена і Марна (в регіоні Іль-де-Франс), Йонна (в регіоні Бургундія), Об і Верхня Марна (в регіоні Шампань-Арденни).
В Іль-де-Франс, перш ніж досягти своєї західної кінцевої станції в La Francilienne, A5 розділяється на дві гілки, які раніше називалися A5a і A5b. З тих пір вони були перенумеровані, причому A5a позначається як A5, а A5b стає частиною A105 (шлях, що сполучає Ла-Франсільєн, A5 і місто Мелен). Однак ці дві гілки часто називають «A5a» та «A5b».